# Wget
GNU Wget（常简称为Wget）是一个在网络上进行下载的简单而强大的自由软件，其本身也是GNU计划的一部分。它的名字是和的结合，同时也隐含了软件的主要功能。目前它支持通过、，以及这三个最常见的TCP/IP协议协议下载。

## 特点
它的主要特点包括：
- 支持递归下载
- 恰当的转换页面中的链接
- 生成可在本地浏览的页面镜像
- 支持代理服务器

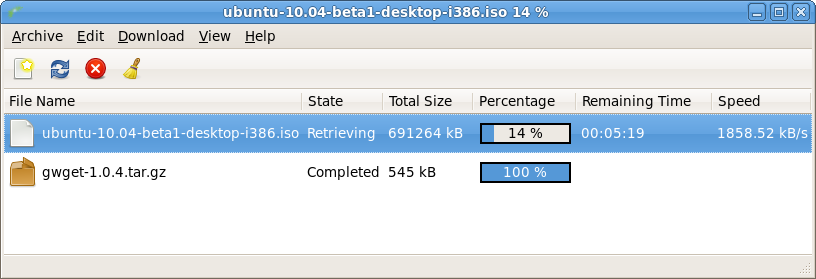
gwget

1996年，随着互联网的爆发，Wget出现了。并广泛的被Unix和主要的Linux发行版用户所使用。由于使用移植性非常良好的C语言，所以Wget可以轻松的在任何类似Unix的系统以及其他Unix变种操作系统上編譯使用，如Mac OS X，Microsoft Windows，和OpenVMS。
由于没有交互式界面，在类Unix平台上Wget可在后台运行，截获并忽略HANGUP信号，因此在用户退出登录以后，仍可继续运行。通常，Wget用于成批量地下载Internet网站上的文件，或制作远程网站的镜像。
在其之上的图形界面应用程序有：GNOME下面的gwget。Windows系统下面的wGetGUI （页面存档备份，存于）。

## 命令
Wget的命令格式如下：

 wget [options] [URL]

详细的命令和参数可以参照后面的外部链接中的内容。

## 缺點
- 支持的协议较少，特别是cURL相比。流行的流媒体协议mms和rtsp没有得到支持，还有广泛使用各种的P2P协议也没有涉及。
- 支持协议过老。目前HTTP还是使用1.0版本，而HTML中通过JavaScript和CSS引用的文件不能下载。
- 灵活性不强，扩展性不高。面对复杂的镜像站会出现问题。
- 命令过于复杂，可选的设置项有上百个。

## Wget2
GNU Wget2 2.0.0 发布于 2021 年 9 月 26 日。比起Wget1.x支持以下协议和技术：
- HTTP/2
- HTTP压缩
- 并行连接
- 使用HTTP头字段If-Modified-Since
- TCP Fast Open